# Ворота Корану
Брама Корану (перс. دروازه قرآن Darvāzeh Qur'an) — історична брама на півночі Ширазу (Іран).
Розташована на північно-східному виході з міста, на шляху до Марвдашта й Ісфахана, між горами Баба-Кухі та Чехель-Макам у каньйоні Аллах Акбар.
9 грудня 1996 року Брама Корану під номером 1800 увійшла до списку національних пам'яток Ірану.

## Історія
В давнину Шираз мав шість брам: Брама Корану, Брама Есфагана (перс. دروازه اصفهان), Брама Сааді (перс. دروازه سعدی), Брама Кесабхане (м'ясників)(перс. دروازه قصابخانه), Брама Казеруна (перс. دروازه کازرو), Брама Шаха Даї Алі Аллаха (перс. دروازه شاه داعی الی اللّه). Із них лише Брама Корану збереглася до наших днів, хоча місця колишнього розташування решти воріт відомі.
Вперше Брама Корану була побудована за правління Адуда-аль-Давли. До часів династії Зендів сильно постраждала, тому її відбудували і додали невелике приміщення зверху, в яке помістили дві книги Корану, відомі під назвою Хефдах-Ман, написані рукою Султана Ібрагіма Бін Шаруха Гурекані. За повір'ям, коли подорожні на шляху з міста проходили крізь браму, то на них сходило благословення Святої Книги, і це їм мало допомогти на шляху до північних міст.
За правління династії Каджарів брама зазнала значних ушкоджень внаслідок численних землетрусів. Згодом їх відбудував Махаммад Закі Хан Нурі. 1937 року цю будівлю за наказом Рези Пахлаві зруйнували, а обидві книги Корану перенесли до Музею Парс у Ширазі, де вони зберігаються дотепер. 1949 року купець Хосейн Іґар, також відомий під іменем Етемад аль-Теджар, відбудував арку брами.
Ця нова брама більшого розміру ніж попередні й має крім великого проходу два малих проходи по боках. Над цими бічними проходами зі всіх боків є написи шрифтами сулюс і насх, що є аятами із сур Корану. Зверху над брамою, як і в попередній версії, також є невелике прямокутне приміщення.

## Інші пам'ятки біля брами
На відстані менш як 10 метрів від брами розташована могила поета Хаджаві-є Кермані, а за менш як кілометр — сад Джахан Нама і мавзолей Гафіза
Сьогодні Брама Корану є частиною міського парку, де ширазці проводять свій вільний час.